# Jan Ekselius
Jan Ekselius, född 1946, är en svensk möbelformgivare.
Jan Ekselius fick internationellt genombrott med vilfåtöljen Etcetera från 1970/1972. 1978 formgav han lampserien Accent för Orrefors och 1982 stolen Victor för JOC Möbler i Vetlanda. Ekselius startade 1984 eget företag för med inriktning mot design av möbler för offentlig miljö. Han har där bland annat formgett kontorsserien Symfoni 1994-1998 och karmstolen Rubber 2002 för italienska Crassevig.